# 17869 Descamps
17869 Descamps è un asteroide della fascia principale. Scoperto nel 1998, presenta un'orbita caratterizzata da un semiasse maggiore pari a 2,3985585 UA e da un'eccentricità di 0,0876060, inclinata di 6,95680° rispetto all'eclittica. Ha un diametro di 2,648 km e un periodo di rotazione di 11,934 ore.